# ناجي بن سلامة الأدغم
ناجي بن سلامه الادغم من شيوخ وفرسان قبيلة سبيع وهو أمير قبيلة بني عمر من سبيع في مناخ الرضيمة ، عاش بين بين عام 1187 هـ وعام 1238 هـ.

## نبذه عنه
ولد في هجرة الدغميه في الخرمه، جد سلطان الادغم الملقب بالكامل وأبيه هو الشيخ سلامه الادغم توفي في مناخ الرضيمة عام 1238 هـ.

## الفرس العبيه
ناجي الادغم من أكرم رجال قبيلة سبيع في عصره حيث أشتهر بالكرم والشجاعة وبإعطاء الخيل وهو صاحب الفرس المشهورة العبية  وهو مؤسس مربط العبيه عند قبيلة سبيع عندما ذكرت محاسنها وجمالها في مجلس من حضوره ناجي بن سلامه الادغم وفهيد الصييفي فقال ناجي: أن شاء الله أن تجي على حظي فقال الصييفي: الحذيه يالادغم فقال ناجي: أبشر بالعطية، ودارت الأيام وتوصل لها الادغم وأهداها للصييفي لإتمام وعده وانتقل مربطها من أحد شيوخ ظفير عقيل البريكي إلى الشيخ فهيد الصييفي

وقد ذكر ذلك الأديب المؤلف عبد الله الحضبي في قصيدته الوثيقة عندما قال:
والادغم الشيخ الشجاع الفارس
جاب العبية من ورى ذيدانها.

## مناخ الرضيمة
شارك في مناخ الرضيمة وكان من أبرز القادة وقيل أن الادغم هو من أصر على قبيلة سبيع أن تشارك في ذلك المناخ وتوفي في تلك المعركة 1238 هـ وقد رثاه الشاعر نوال بن جويعد الصمله في أبيات مشهوره:
مع ناجي الادغم فزع كـل مضيـوم
معطي جياد الخيـل مهفـي عطاهـا
ياماعطى مـن سابقـا" مالها سـوم
لـو انهـا بالبيـع ماحد(ن)شراهـا
وياما فجع كبد المعاديـن مـن يـوم
على مهار(ن) ربـح اهلهـا غذاهـا
أشقر يدير الموت كنه من الروم
دور السيات الخطر لين جاها 